# Схватка (трос)
Схва́тка (прихва́тка, англ. seizing) — временное закрепление ходового конца троса к коренному при помощи линя. Схватку отличают от марки, которую крепят на конце троса (см. также «бензель»). Обычно делают 1—3 схватки на тросе для усиления трения при тяге и большей прочности крепления. На конце ходового конца троса схватки завязывают стопорный узел (кноп или простой). Схватки бывают «горловыми» (throat seizing — крепление пары перекрещивающихся верёвок), «круговыми» (round seizing — крепление пары параллельно уложенных верёвок), «перемежающимися» (racking seizing — поочерёдное обвязывание пары параллельно уложенных верёвок).
Схваткой временно скрепляют ходовой конец троса с коренным, отличают от бензеля, которым временно скрепляют середины двух тросов вместе, отличают от марки, которой временно укрепляют конец троса от расплетания.

## Разновидности
Обычно на носовом и кормовом штаге корабля делают до пяти схваток:
- Концевая схватка (end seizing) не имеет поперечных шлагов; изготавливается круговой схваткой, которая является самой ранней формой; шлаги схватки всегда накладывают перпендикулярно свивке троса
- Верхняя схватка (upper seizing) иногда изготавливается плоской круговой схваткой (без повторного верхнего слоя)
- Серединная схватка (middle seizing) изготавливается круговой схваткой
- Четвертная (четвёртая) схватка (quarter seizing) изготавливается круговой схваткой
- Очковая (огонная) схватка (eye seizing) изготавливается горловой (или круговой, реже — перемежающейся) схваткой; перемежающуюся схватку используют на стальных тросах, где ожидается избыточная тяга; двойную перемежающуюся схватку выполняют при отсутствии достаточного количества времени для создания одинарной перемежающейся схватки